# Radio Romance
Radio Romance (hangul: 라디오 로맨스; rr: Radio Romaenseu) é uma série de televisão sul-coreana exibida pela KBS2 de 29 de janeiro a 20 de março de 2018, estrelada por Yoon Doo-joon, Kim So-hyun, Yoon Park e Yura.

## Enredo
Geu Rim (Kim So-hyun) sempre quis se tornar uma escritora de rádio. No entanto, porque ela não possui as habilidades de escrita, ela sempre foi forçada a ser assistente de redação. Quando seu único programa enfrenta o cancelamento, ela deve garantir seu lugar como escritora. Então ela decide tentar escalar Ji Soo-ho (Yoon Doo-joon), um ator famoso que tem uma "vida perfeita".

## Elenco

### Elenco principal
- Yoon Doo-joon como Ji Soo-ho
  - Nam Da-reum como Ji Soo-ho (jovem)

Um ator de destaque que está acostumado a agir com base em scripts. Ele acaba se tornando o DJ de um programa de rádio ao vivo, onde nada acontece de acordo com o planejado.
- Kim So-hyun como Song Geu-rim
  - Lee Re como Song Geu-rim (jovem)

O escritor do programa de rádio de Soo-ho, com cinco anos de experiência como assistente de escritor. Ela não possui habilidades de escrita, mas possui excelentes habilidades de planejamento.
- Yoon Park como Lee Kang

O diretor de produção competente da estação de rádio. Por causa de seu perfeccionismo, todos os programas que ele administra alcançaram o primeiro lugar nas classificações de ouvintes.
- Yura como Jin Tae-ri

Uma atriz que caiu da graça devido a um acidente de DUI que aconteceu três anos atrás.

### Elenco de apoio
Pessoas ao redor de Soo-ho e Geu-rim
- Ha Joon como Kim Jun-woo

O gerente de longa data de Soo-ho, que supervisiona todos os movimentos do ator.
- Kwak Dong-yeon como Jason

Um psiquiatra que é colega de escola de Soo-ho e médico pessoal.
- Oh Hyun-kyung como Nam Joo-ha

Mãe legal de Soo-ho, que é o diretor executivo da JH Entertainment.
- Kim Byung-se como Ji Yoon-seok

O pai de Soo-ho, que é um ator veterano.
- Seo Ye-seul como Jung Da-ul

Uma atriz que é muito popular. Ela está tendo um caso com o pai de Soo-ho.
- Kim Ye-ryeong como Jo Ae-ran

Mãe de Geu-rim. Ela ficou cega durante uma cirurgia que teve aos 39 anos.
Funcionários da estação de rádio
- Kim Hye-eun como Ra Ra-hee

Escritor de programa de rádio.
- Im Ji-kyu como Lee Seung-soo

Diretor de programa de rádio.
- Jo Byung-gyu como Go Hoon-jung

Diretor assistente de rádio.
- Lee Won-jong como Kang Hee-seok

Diretor de estação de rádio.
- Yoon Joo-sang como Moon Seong-woo

DJ de um programa de rádio de trinta anos.
Membros do sub-escritor da estação de rádio
- Ryu Hye-rin como "Tornado"
- Shim Eun-woo como "Gamoom"
- Jung Yoo-rim como "Jangma"

Outros
- Jung Hee-tae como Ahn Bong-seob

Um repórter.
- Choi Min-yeong como Woo Ji-Woo

O amigo de Soo-Ho em 12 anos atrás, gostava de Geu-rim. Morreu em um acidente de carro.

### Aparições especiais
- U-Kwon como Kang Minu (ep. 1)
- Ji Il-joo como Oh Jin-soo (ep. 2-3)
- Jung Gyu-soo como velho amnésia (ep. 4)
- Bona como DJ Jay (ep. 5)

## Produção
- Os principais atores Yoon Doo-joon e Kim So-hyun trabalharam juntos em um anúncio de 2014. Yoon também fez uma aparição na série de televisão de 2016 Hey Ghost, Let's Fight, que estrelou Kim.[9]
- A série é uma produção conjunta da Urban Works Media (produtora da série Bad Guys) e da Plusis Media (uma subsidiária do grupo Sports Seoul-Seoul Shinmun, lançada em 2017) para KBS.
- A primeira leitura do roteiro do elenco foi realizada em 19 de dezembro de 2017 na KBS Annex Broadcasting Station em Yeouido, Seul.[10]

## Trilha sonora

### Parte 1
| N.º            | Título                  | Artista        | Duração |  |
| 1.             | "Radio Romance"         | NCT U          | 3:39    |  |
| 2.             | "Radio Romance (Inst.)" |                | 3:39    |  |
| Duração total: | Duração total:          | Duração total: | 7:18    |  |

### Parte 2
| N.º            | Título                                                 | Artista        | Duração |  |
| 1.             | "The Covered Up Road (Sound Track Ver.)" (가리워진 길) | Nakjoon        | 3:21    |  |
| 2.             | "The Covered Up Road (Special Live Ver.)"              | Nakjoon        | 3:23    |  |
| 3.             | "The Covered Up Road (Sound Track Ver.) (Inst.)"       |                | 3:21    |  |
| 4.             | "The Covered Up Road (Special Live Ver.) (Inst.)"      |                | 3:23    |  |
| Duração total: | Duração total:                                         | Duração total: | 13:28   |  |

### Parte 3
| N.º            | Título                  | Artista        | Duração |  |
| 1.             | "Bygone Days" (지난 날) | Migyo          | 5:19    |  |
| 2.             | "Bygone Days (Inst.)"   |                | 5:19    |  |
| Duração total: | Duração total:          | Duração total: | 10:38   |  |

### Parte 4
| N.º            | Título                             | Artista        | Duração |  |
| 1.             | "Another Sadness" (또 하나의 슬픔) | J_ust          | 4:01    |  |
| 2.             | "Another Sadness (Inst.)"          |                | 4:01    |  |
| Duração total: | Duração total:                     | Duração total: | 8:02    |  |

### Parte 5
| N.º            | Título          | Artista        | Duração |  |
| 1.             | "Story"         | Lee Seok-hoon  | 3:44    |  |
| 2.             | "Story (Inst.)" |                | 3:44    |  |
| Duração total: | Duração total:  | Duração total: | 7:28    |  |

### Parte 6
| N.º            | Título                 | Artista          | Duração |  |
| 1.             | "On The Road" (길에서) | Haebin (Gugudan) | 3:59    |  |
| 2.             | "On The Road (Inst.)"  |                  | 3:59    |  |
| Duração total: | Duração total:         | Duração total:   | 7:58    |  |

| Disc 2: |                      |                 |         |  |
| N.º     | Título               | Artista         | Duração |  |
| 1.      | "Your Radio"         | Vários artistas | 2:46    |  |
| 2.      | "Bang Bang"          | Vários artistas | 1:21    |  |
| 3.      | "Cycling"            | Vários artistas | 2:50    |  |
| 4.      | "Happiness"          | Vários artistas | 2:32    |  |
| 5.      | "Lovely string"      | Vários artistas | 5:02    |  |
| 6.      | "My Home"            | Vários artistas | 2:48    |  |
| 7.      | "Starlight"          | Vários artistas | 3:27    |  |
| 8.      | "Someone"            | Vários artistas | 4:04    |  |
| 9.      | "Shake it, Shake it" | Vários artistas | 2:23    |  |
| 10.     | "Our Shining days"   | Vários artistas | 2:43    |  |
| 11.     | "Start up"           | Vários artistas | 4:08    |  |
| 12.     | "Ssdam Ssdam"        | Vários artistas | 2:21    |  |

## Recepção
- Na tabela abaixo, os números azuis representam as mais baixas classificações e os números vermelhos representam as classificações mais elevadas.
- SC indica que o drama não se classificou nos 20 melhores programas diários nessa data

| Episódio | Data de transmissão original | Audiência média | Audiência média              | Audiência média | Audiência média              |
| Episódio | Data de transmissão original | TNmS            | TNmS                         | AGB Nielsen     | AGB Nielsen                  |
| Episódio | Data de transmissão original | Em todo o país  | Região Metropolitana de Seul | Em todo o país  | Região Metropolitana de Seul |
| -------- | ---------------------------- | --------------- | ---------------------------- | --------------- | ---------------------------- |
| 1        | 29 de fevereiro de 2018      | 6.2% (NR)       | 6.3% (NR)                    | 5.5% (NR)       | 5.6% (NR)                    |
| 2        | 30 de janeiro de 2018        | 5.2% (NR)       | 5.4% (NR)                    | 5.8% (NR)       | 6.0% (NR)                    |
| 3        | 5 de fevereiro de 2018       | 6.2% (NR)       | 6.4% (NR)                    | 5.2% (NR)       | 5.3% (NR)                    |
| 4        | 6 de fevereiro de 2018       | 5.5% (NR)       | 5.8% (NR)                    | 5.6% (NR)       | 5.9% (NR)                    |
| 5        | 13 de fevereiro de 2018      | 6.5% (17th)     | 6.6% (NR)                    | 5.1% (20th)     | 5.0% (20th)                  |
| 6        | 13 de fevereiro de 2018      | 5.5% (NR)       | 6.2% (NR)                    | 4.2% (NR)       | 4.9% (NR)                    |
| 7        | 20 de fevereiro de 2018      | 4.8% (NR)       | 5.3% (NR)                    | 3.9% (NR)       | 4.4% (NR)                    |
| 8        | 20 de fevereiro de 2018      | 4.6% (NR)       | 5.2% (NR)                    | 3.4% (NR)       | 4.1% (NR)                    |
| 9        | 26 de fevereiro de 2018      | 5.1% (NR)       | 6.0% (NR)                    | 3.7% (NR)       | 4.6% (NR)                    |
| 10       | 27 de fevereiro de 2018      | 4.7% (NR)       | 5.6% (NR)                    | 3.4% (NR)       | 4.3% (NR)                    |
| 11       | 5 de março de 2018           | 4.4% (NR)       | 5.2% (NR)                    | 4.0% (NR)       | 4.8% (NR)                    |
| 12       | 6 de março de 2018           | 4.6% (NR)       | 5.0% (NR)                    | 3.5% (NR)       | 3.9% (NR)                    |
| 13       | 12 de março de 2018          | 4.1% (NR)       | 4.5% (NR)                    | 2.9% (NR)       | 3.3% (NR)                    |
| 14       | 13 de março de 2018          | 4.1% (NR)       | 4.4% (NR)                    | 2.9% (NR)       | 3.2% (NR)                    |
| 15       | 19 de março de 2018          | 4.1% (NR)       | 4.2% (NR)                    | 2.6% (NR)       | 2.7% (NR)                    |
| 16       | 20 de março de 2018          | 4.2% (NR)       | 4.6% (NR)                    | 3.1% (NR)       | 3.4% (NR)                    |
| Média    | Média                        | 5.0%            | 5.4%                         | 4.1%            | 4.5%                         |

## Prêmios e indicações
| Ano | Prêmio | Categoria | Trabalho nomeado | Resultado | Ref. |
| --- | ------ | --------- | ---------------- | --------- | ---- |

| Year | Award                 | Category           | Recipient   | Result   | Ref.   |
| ---- | --------------------- | ------------------ | ----------- | -------- | ------ |
| 2018 | 2018 KBS Drama Awards | Best Young Actor   | Nam Da-reum | Venceu   | [ 13 ] |
| 2018 | 2018 KBS Drama Awards | Best Young Actress | Lee Re      | Indicado | [ 13 ] |